# Selena Rocky Malone
Selena "Rocky" Malone, décédée le 22 mai 2017 à Rockhampton, est une militante aborigène et activiste australienne LGBTQI.

## Biographie
Originaire de Brisbane, Selena Malone, est en dehors de son engagement politique, une joueuse active de la ligue de rugby féminin. Elle participe à des compétitions pour des équipes régionales et nationales, avant de devoir prendre sa retraite sportive en raison d'une blessure au genou.
Selena Malone décède en mai 2017, après un accident de moto à Rockhampton, en Australie.

## Activisme politique
Selena Malone commence son engagement militant en tant qu'agente de liaison aborigène et LGBTI au sein du service de police du Queensland. Elle s’implique dans différentes parties de la communauté LGBTI australienne, notamment dans des groupes communautaires tels que l'association Parents, Families, and Friends of Lesbians and Gays (PFLAG), Dykes on Bikes et la LGBTI Health Alliance. Elle a été l'une des membres fondatrices d'IndigiLez, une organisation travaillant à soutenir les Aborigènes isolés et les habitants des îles du détroit de Torres au sein de la communauté LGBTI.
Pendant plusieurs années, elle fait également partie du comité de gestion du service juridique LGBTI. Au moment de son décès, elle est la directrice générale et la coordinatrice du Open Doors Youth Service, une organisation travaillant pour les jeunes LGBTI à risque. Son activisme est reconnu par les différentes communautés, comme par le juge Michael Kirby de la Cour suprême du Queensland comme un élément important du mouvement LGBTQI à Brisbane et dans le Queensland,.

## Reconnaissance
Grâce à son engagement avec Open Doors Youth Service, Selena Malone reçoit le prix du meilleur service communautaire lors de The Queen's Ball, festival des fiertés de Brisbane, et un prix pour "l'œuvre de toute une vie" décerné à titre posthume lors du même festival en 2017,.